# Hydropsyche maroccana
Hydropsyche maroccana is een schietmot uit de familie Hydropsychidae. De soort komt voor in het Palearctisch gebied.